# 카노 (영화)
카노(KANO)는 대만에서 제작된 마지상 감독의 2014년 드라마 영화이다. 나가세 마사토시 등이 주연으로 출연하였다.
야구 시대극 영화로서, 카노 야구팀의 실화를 바탕으로 한다.

## 출연

### 주연
- 나가세 마사토시
- 오오사와 타카오
- 사카이 마키